# Титов, Фёдор Фёдорович
Фёдор Фёдорович Тито́в (24 марта 1830, с.Шереховичи Боровичского уезда Новгородской губернии—1880) — участник Крымской войны.

## Биография
Родился в семье Боровичского помещика, капитан-лейтенанта флота Федора Гавриловича Титова.
Образование получил в Морском кадетском корпусе; в 1847 г. был произведён в гардемарины, в 1849 — в мичманы и вместе с тем назначен на службу в Черноморский флот.
В 1850 году на транспортах «Бзыбь» и «Буг», фрегате «Флора», корвете «Орест» и шхуне «Дротик» совершал переходы из Очакова в Севастополь, плавал и крейсировал в Азовском и Чёрном морях, в 1851—1853 гг. на той же шхуне «Дротик», корвете «Уриил», бригах «Орфей», «Персей», «Птоломей» и фрегатах «Флора», «Коварна» и «Мидия» совершал крейсерские кампании у абхазских берегов и во время одной из них (в 1853 г.) участвовал в сражении с тремя турецкими пароходами, после чего на небольшом барказе с командою в несколько человек был послан в укрепление Бомбары, а оттуда в Сухум-кале к начальнику эскадры контр-адмиралу П. М. Вукотичу с донесением о результатах сражения.
Когда началась Крымская война, фрегат «Коварна», на котором тогда находился Титов, стоял на Севастопольском рейде. С началом блокады порта Титов в составе десантной команды фрегата высадился на сушу и с 11 по 13 сентября 1854 г. был в числе защитников северных укреплений Севастополя. 13 сентября он перешёл на Малахов курган и, командуя 4-й ротой десантного стрелкового батальона, стоял на этом опаснейшем месте в течение 17 дней, до 30 сентября, когда, назначенный командиром 10-пушечной № 25 батареи, был переведен на городскую сторону, заняв позицию между 4-м и 5-м бастионами. При первом бомбардирования Севастополя батарея Титова метко посланными снарядами взорвала пороховые погреба на французской стороне, чем обратила на себя всеобщее внимание. Солдатская молва окрестила батарею именем Титова, и это название, перешедшее потом и в официальный язык, продержалось до самого конца осады. С этого опасного места Титов 21 ноября был переведен на другое, не менее опасное — назначен траншей-майором по 1-му отделению оборонительной линии. Здесь он обнаружил чудеса храбрости. Среди всех смельчаков и бесшабашных удальцов, которыми была так богата Севастопольская оборона, Титов был одним из самих выдающихся.
Безудержная храбрость, презрение к опасности, «отчаянность» толкали его на самые рискованные вылазки. Во главе горсти матросов (20 человек), вооруженных мушкетонами, и под прикрытием двух горных «единорогов» в ночь с 29 на 30 ноября он вплотную подступил к неприятельскому редуту № 1 и, произведя некоторые опустошения, всполошив изумленных французов, без всяких потерь возвратился в русские укрепления. Подобные вылазки, опасные и не всегда целесообразные, ибо, несмотря на сопряжённый с ними риск, они, ввиду малочисленности участников, не могли быть богаты успехом, Титов совершал неоднократно. Только в ночь с 7 на 8 января 1855 г. ему удалось попросить разрешение на вылазку и организовать её в более обширных размерах. Во главе пяти рот Тобольского полка и 100 матросов-охотников в эту ночь он произвёл нападение на центр французских траншей и стремительным приступом, после кровопролитной рукопашной схватки, из некоторых траншей вытеснил неприятеля. Понятно, что долго удержаться здесь он не мог; подоспевшие французские подкрепления вынудили отряд отступить. Отступление совершено было уже не под командой Титова, так как при схватке из-за второй траншеи штуцерною пулею он был ранен в грудь навылет и с поля сражения унесен полумертвым. Тщательность медицинского ухода спасла ему жизнь, чему немало способствовали, конечно, его молодость и крепость организма. К началу декабря он уже значительно оправился и на правах раненых был прикомандирован к морскому корпусу. Однако потеря сил не позволила ему уже более принимать участие в обороне. «За храбрость и неустрашимость при обороне Севастополя» по её окончании Титов был сразу награждён орденами св. Георгия 4-й степени (21 декабря 1856 г., № 10024 по списку Григоровича — Степанова), св. Владимира той же степени с бантом и производством в лейтенантский чин.
14 февраля 1858 г. он был переведен в Гвардейский экипаж с назначением сначала заведующим катерами Императорской фамилии, а затем командиром катерами Его Величества и гвардейских гребных судов. В этой исключительно почетной для лейтенантского чина должности Титов пробыл до 15 марта 1860 г., когда был переведён исправляющим должность начальника Петергофского порта и заведующим гвардейскими загородными судами. Получив ряд знаков отличия и чин капитан-лейтенанта, он в 1869 г., ссылаясь на обостряющуюся болезнь — отзвуки полученной им раны, — испросил отчисления от занимаемых им должностей. Произведённый в капитаны 2-го ранга (1875) и продолжительным лечением восстановив свои силы, Титов в 1875 г. был назначен начальником того же Петергофского порта, которым оставался до самой смерти, последовавшей 5 января 1880 г. Чин капитана 1-го ранга был получен им 17 января 1875 г. В 1871 г. Боровическим земством он был избран на первое и в 1878 г. на второе трёхлетие в почётные мировые судьи.

## Семья
- Дед - Титов Гаврил Тихонович, мичман, помещик Боровичского уезда Новгородской губернии[2]
- Отец - Титов Федор Гаврилович (1789 - 7 августа 1866), капитан-лейтенант флота, помещик Боровичского уезда Новгородской губернии[3]
- Брат - Титов Владимир Федорович
- Сын - Титов, Александр Фёдорович (капитан)
- Дочь - Титова Мария Федоровна